# Трамп, Ивана
Ива́на Мари́ Трамп (англ. Ivana Marie Trump), в девичестве — Зелни́чкова (чеш. Zelníčková; 20 февраля 1949, Готвальдов, Моравия, Чехословакия — 14 июля 2022, Манхэттен, Нью-Йорк, США) — чехословацко-американо-австрийская предпринимательница и фотомодель. Первая жена Дональда Трампа (с 1977 по 1992 год).

## Ранние годы
Ивана Зелничкова родилась в моравском городе Готвальдов (ныне Злин), Чехословакия, дочь чеха Милоша Зелничека и австрийки Мари Францовой. Её отец был инженером-электриком, а мать — телефонисткой. С самого раннего возраста отец взращивал и поощрял её лыжный талант. В начале 1970-х годов она посещала Карлов университет в Праге.
В 1970 году Ивана появилась на Чехословацком телевидении в детском телесериале «Pan Tau».
По словам Зелничковой, она была отобрана в качестве запасного в чехословацкую лыжную команду во время зимних Олимпийских игр 1972 года, её специальностями были спуск и слалом. Однако, в 1989 году генеральный секретарь Чехословацкого олимпийского комитета Пётр Помезный сказал: «Кто эта женщина Ивана, и почему люди продолжают спрашивать нас о ней? Мы много раз искали и консультировались со многими, многими людьми и в наших записях такой девушки нет».

## Эмиграция в Канаду
В 1971 году Зелничкова вышла замуж за австрийского инструктора по лыжным гонкам Альфреда Винкльмайра. В марте 1972 года Ивана Винкльмайр получила австрийское гражданство. В следующем году она развелась с Альфредом в Лос-Анджелесе, штат Калифорния.
У Зелничковой были романтические отношения с лириком и драматургом Иржи Штайдлом, который погиб в автомобильной катастрофе в 1973 году. После смерти Штайдла Ивана переехала в Канаду, где жила с владельцем лыжного бутика в Монреале Джорджем (Иржи) Сыроваткой, с которым она встречалась с 1967 года.
Живя в Канаде, Ивана работала лыжным инструктором. В течение двух лет она жила в Монреале, где продолжала совершенствовать свой английский, посещая вечерние курсы в Университете Макгилла. Она работала моделью. Ивана сотрудничала с универмагом «Eaton's» и дизайнерским магазином «Auckie Sanft». Она также была задействована в рекламной кампании летних Олимпийских игр 1976 года, которые проходили в Монреале.

## Брак с Дональдом Трампом

Ивана и Дональд на приёме по случаю визита короля Саудовской Аравии Фахда Аль Сауда, 1985 год

В 1976 году состоялось знакомство Иваны с Дональдом Трампом. 7 апреля 1977 года они обвенчались в Мраморной коллегиальной церкви. В 1980-е годы пара стала заметной фигурой Нью-Йорка. Они вместе работали над несколькими крупными проектами, включая «Trump Tower» на Пятой авеню в Манхэттене, реконструкцию отеля «Grand Hyatt» в Нью-Йорке и строительство «Trump Taj Mahal Casino Resort» в Атлантик-Сити, штат Нью-Джерси.
Рецензент документального мини-сериала о Дональде Трампе «Трамп: американская мечта» описал Ивану как «харизматичного трудоголика и карьеристку» и спутницу жизни, намеренно выбранную Трампом для «совместной работы».
В 1989 году их брак стал предметом общественного интереса, когда во время отпуска в Аспене, штат Колорадо, между супругами произошёл конфликт на почве ревности. В тот день Ивана столкнулась лицом к лицу с Марлой Мейплз.
В октябре 1990 года 63-летний отец Иваны Милош Зелничек скоропостижно скончался от сердечного приступа. Несмотря на семейные проблемы и ожидание развода, Ивана стояла бок о бок с Дональдом Трампом на похоронах своего отца в Злине, состоявшихся в ноябре 1990 года.
Бракоразводный процесс Трампов получил широкую огласку. Новости о разводе занимали первые полосы нью-йоркских газет одиннадцать дней подряд. Эта история была предметом освещения в течение трёх месяцев. В книге Гарри Хёрта III «Lost Tycoon: The Many Lives of Donald J. Trump» Ивана заявила, что «чувствовала себя оскорблённой». В декабре 1990 года были представлены документы, подтверждающие завершение бракоразводного процесса по обоюдному согласию. Ивана подписала соглашение о неразглашении. В 1991 году «The New York Times» сообщила, что развод Иваны включал в себя 14 миллионов долларов, 45-комнатный особняк в Коннектикуте, квартиру в «Трамп-Плаза» и пользование «Мар-а-Лаго» в течение одного месяца в год. В 1992 году развод был окончательно завершён.

## Карьера

### Бизнес
Вскоре после развода с Дональдом Трампом Ивана подписала соглашение с агентством Уильяма Морриса и разработала линии одежды, ювелирных изделий и косметических продуктов, которые были проданы через телевизионные каналы. В 1995 году она возглавила модную компанию с демонстрационным залом под названием «Дом Иваны», расположенную на Парк-авеню в Нью-Йорке.
В 1998 году она приобрела 33 % акций второй по величине ежедневной газеты Хорватии, тиражом в 100 000 экземпляров. Кроме того, благодаря своим инвестициям в Хорватию и как спортивный энтузиаст и сторонник хорватского туризма она посетила первый в истории турнир по пляжному поло в Хорватии, Ровинь, в мае 2016 года.
В 2005 году Трамп была вовлечена в несколько предлагаемых проектов, которые в конечном счете потерпели неудачу, в том числе недостроенные «Ivana Las Vegas» и «Bentley Bay» в Майами, штат Флорида.
В 2010 году она подала в суд на финскую компанию моды, обвинив её в продаже женской одежды, которая включала в себя её имя без данного на то разрешения.

### Автор книг

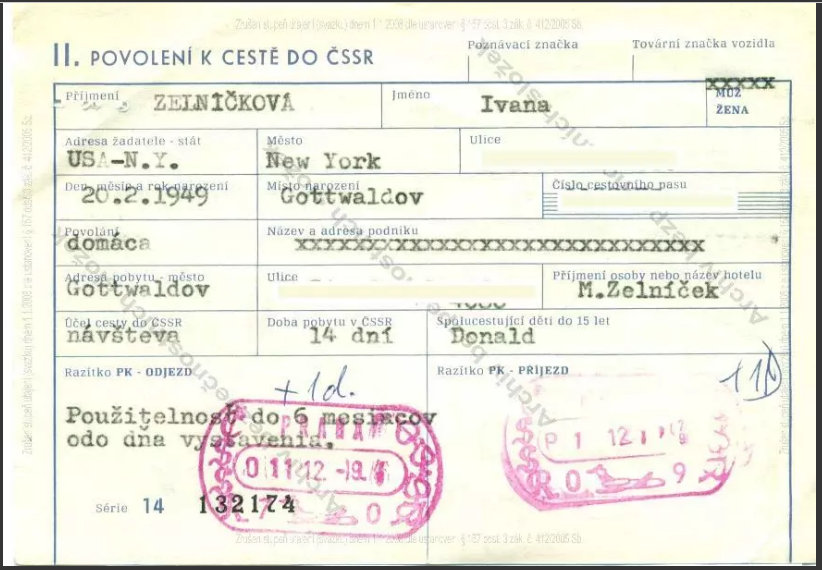
Разрешение на поездку в Чехословакию для Иваны Трамп в 1979 году.

Ивана Трамп написала несколько книг, в том числе романы «Только ради любви» (1992) и «Жажда любви» (1993), а также «Лучшее ещё впереди: Как справиться с разводом и снова наслаждаться жизнью».
В июне 1995 года Трамп начала писать колонку советов «Спроси Ивану» для журнала «Globe». В январе 2010 года она прекратила своё сотрудничество с «Globe», чтобы заняться другими деловыми интересами.
В феврале 1999 года Трамп запустила свой собственный журнал под названием «Жизнь в стиле Иваны». В 2001 году Ивана вела колонку советов в журнале «Развод».
В 2017 году она выпустила автобиографию «Воспитание Трампов», которая охватывает воспоминания её собственного детства и первые годы воспитания детей вместе с Дональдом Трампом.

## Фильмография

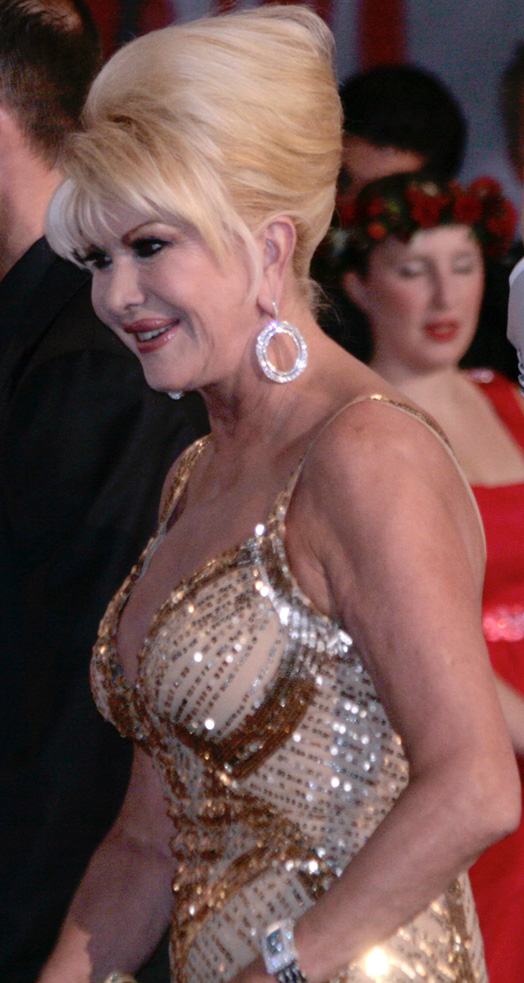
Ивана на благотворительном мероприятии «Life Ball 2009» в Вене.

Ивана и Дональд несколько раз появлялись вместе на телевизионных передачах, включая шоу Опры Уинфри в апреле 1988 года, а также в ток-шоу «Wogan» в мае 1988 года. После развода Ивана дала интервью Барбаре Уолтерс в рамках передачи «20/20» на телеканале «ABC».
В 1992 году она вернулась на шоу Опры и заявила: «Я больше не позволю мужчинам доминировать надо мной».
Она сыграла роль камео в голливудском фильме «Клуб первых жён» (1996), где её словами о разводе были: «Дамы, вы должны быть сильными и независимыми. И помните: не сердитесь, берите от жизни всё!».
В 2006 году она стала ведущей реалити-шоу о знакомствах «Молодой мужчина Иваны» на телеканале «Oxygen».
В 2010 году Трамп приняла участие в знаменитом британском телевизионном реалити-шоу «Celebrity Big Brother», заняв 7-е место.

## Личная жизнь и семья
- Первый муж — Альфред Винклмайр, австрийский агент по недвижимости. Были женаты в 1971—1973 годах[53].
- Второй муж — Дональд Трамп (род. 1946), бизнесмен, впоследствии — 45-й и 47-й президент США. Были женаты в 1977[54]—1992 годах[55]. В этом браке у неё родилось трое детей: Дональд Джон Трамп-младший (род. 31 декабря 1977), Иванка Мари Трамп (род. 30 октября 1981) и Эрик Фредерик Трамп (род. 6 января 1984). Все трое стали бизнесменами.
- Третий муж — Риккардо Маццуччелли (род. 1943), бизнесмен. Были женаты в 1995[56]—1997 годах.

Летом 1997 года Ивана начала встречаться с итальянским аристократом графом Роффредо Гаэтани. Их отношения продолжались вплоть до его смерти в 2005 году.
- Четвёртый муж — Россано Рубиконди (1972—2021[58]). Были женаты в 2008[59]—2009 годах. Хотя пара развелась менее чем через год, их отношения продолжались до 2019 года, когда Ивана объявила, что они снова расстались[21][60].
- Невестки и зять: Джаред Кушнер (род. 1981), бизнесмен, владелец девелоперской компании и газеты «New York Observer», старший советник 45-го президента США Дональда Трампа, муж Иванки (с 25 октября 2009); Лара Трамп (в девичестве Юнаска (род. 1982), бизнесвумен и продюсер, жена Эрика (с 8 ноября 2014).

У Иваны десять внуков.
Она стала натурализованной гражданкой США в 1988 году.
Последнее время, как сообщается, Ивана проживала между Нью-Йорком, Майами и Сен-Тропе (в зависимости от времени года).
Ивана заявляла, что свободно владеет немецким, французским, чешским и русским языками.
Скончалась 14 июля 2022 года в результате несчастного случая, упав в своём доме с лестницы. Была похоронена в Национальном гольф-клубе Трампа в Бедминстере (штат Нью-Джерси).

## Награды
- Медаль «За заслуги» 1 степени (2022, посмертно, Чехия)[66].